# Mesocondyla tarsibarbalis
Mesocondyla tarsibarbalis Hampson, 1898 è un lepidottero appartenente alla famiglia Crambidae, endemico del Brasile (Pará).